# انگیلچک (شهرستان آق‌سو)
انگیلچک (به لاتین: Engilchek) یک منطقهٔ مسکونی در قرقیزستان است که در شهرستان آق‌سو، قرقیزستان واقع شده‌است. انگیلچک ۳۴۵ نفر جمعیت دارد و ۲٬۵۰۰ متر بالاتر از سطح دریا واقع شده‌است.